# Stichting Sportvereniging Roda Juliana Combinatie 2020-2021
Questa voce raccoglie le informazioni riguardanti lo Stichting Sportvereniging Roda Juliana Combinatie nelle competizioni ufficiali della stagione 2020-2021.

## Rosa
Rosa aggiornata all'1º febbraio 2021
| N. |                        | Ruolo | Calciatore              |
| -- | ---------------------- | ----- | ----------------------- |
| 1  | Paesi Bassi (bandiera) | P     | Jan Hoekstra            |
| 2  | Belgio (bandiera)      | D     | Stefano Marzo           |
| 3  | Finlandia (bandiera)   | D     | Richard Jensen          |
| 4  | Paesi Bassi (bandiera) | D     | Kees Luijckx (capitano) |
| 5  | Germania (bandiera)    | D     | Amir Absalem            |
| 6  | Paesi Bassi (bandiera) | C     | Robert Klaasen          |
| 7  | Paesi Bassi (bandiera) | C     | Thijmen Goppel          |
| 8  | Paesi Bassi (bandiera) | C     | Niek Vossebelt          |
| 9  | Paesi Bassi (bandiera) | A     | Fabian Serrarens        |
| 10 | Suriname (bandiera)    | C     | Roland Alberg           |
| 11 | Belgio (bandiera)      | C     | Jordy Croux             |
| 13 | Paesi Bassi (bandiera) | D     | Pepijn Schlösser        |

| N. |                        | Ruolo | Calciatore       |
| -- | ---------------------- | ----- | ---------------- |
| 14 | Germania (bandiera)    | C     | Patrick Pflücke  |
| 15 | Paesi Bassi (bandiera) | D     | Stan van Dijck   |
| 16 | Paesi Bassi (bandiera) | P     | Youri Roulaux    |
| 17 | Paesi Bassi (bandiera) | C     | Danny Bakker     |
| 19 | Cipro (bandiera)       | C     | Michalīs Iōannou |
| 20 | Belgio (bandiera)      | D     | Xander Lambrix   |
| 21 | Portogallo (bandiera)  | P     | Miguel Santos    |
| 24 | Paesi Bassi (bandiera) | C     | Nicky Souren     |
| 25 | Belgio (bandiera)      | C     | Livio Milts      |
| 27 | Paesi Bassi (bandiera) | D     | Mitchel Keulen   |
| 33 | Paesi Bassi (bandiera) | C     | Erik Falkenburg  |
| 36 | Paesi Bassi (bandiera) | P     | Loek Hamers      |